# Saprosites kamai
Saprosites kamai är en skalbaggsart som beskrevs av Zdzisława Stebnicka 2005. Saprosites kamai ingår i släktet Saprosites och familjen Aphodiidae. Inga underarter finns listade i Catalogue of Life.